# Municipio de Easton (Kansas)
El municipio de Easton (en inglés: Easton Township) es un municipio ubicado en el condado de Leavenworth en el estado estadounidense de Kansas. En el año 2010 tenía una población de 1131 habitantes y una densidad poblacional de 10,31 personas por km².

## Geografía
El municipio de Easton se encuentra ubicado en las coordenadas 39°22′14″N 95°7′42″O / 39.37056, -95.12833. Según la Oficina del Censo de los Estados Unidos, el municipio tiene una superficie total de 109.67 km², de la cual 109,55 km² corresponden a tierra firme y (0,11 %) 0,12 km² es agua.

## Demografía
Según el censo de 2010, había 1131 personas residiendo en el municipio de Easton. La densidad de población era de 10,31 hab./km². De los 1131 habitantes, el municipio de Easton estaba compuesto por el 98,23 % blancos, el 0,44 % eran afroamericanos, el 0,27 % eran amerindios, el 0,09 % eran asiáticos y el 0,97 % eran de una mezcla de razas. Del total de la población el 1,15 % eran hispanos o latinos de cualquier raza.